# William Cavendish, 5. vévoda z Devonshiru
William Cavendish, 5. vévoda z Devonshiru (14. prosince 1748 – 29. července 1811), byl britský aristokrat a politik. Narodil se jako nejstarší syn britského premiéra Williama Cavendishe, 4. vévody z Devonshiru, a jeho manželky, dědičky velkého jmění lady Charlotty Boyle, suo jure baronky Cliffordové, která přinesla rodině Cavendishů značné peníze a statky. Třikrát byl pozván do vládního kabinetu, ale každou nabídku odmítl. Působil jako lord pokladník Irska, guvernér Corku a místodržitel hrabství Derbyshire.

## Původ, manželství a potomci
William Cavendish byl příslušníkem rodu Cavendishů. Jeho otec William Cavendish, 4. vévoda z Devonshiru (1720–1764), byl britským státníkem a po krátkou dobu, od 16. listopadu 1756 do 25. června 1757, premiérem. Jeho matka Charlotte rozená Boyle, 6. baronka Cliffordová (1731–1754) byla dcera Richarda Boyla, 3. hraběte z Burlingtonu. Manželství rodičů bylo uzavřeno 28. března 1748 a již 14. prosince toho roku se narodil jejich první syn a dědic vévodského titulu William. Budoucí vévoda měl v brzkém sledu ještě jednu sestru a dva bratry, avšak jejich matka zemřela 8. prosince 1754 na pravé neštovice.
Pátý devonshirský vévoda William byl dvakrát ženatý. Poprvé s Georgianou Spencer (1757–1806), dcerou Johna Spencera, 1. hraběte Spencera, a podruhé s Elizabeth Foster (1758–1824), dcerou Fredericka Herveye, 4. hraběte z Bristolu. Elizabeth byla ovšem od roku 1782 po více než dvacet let jeho milenkou, zároveň ale dlouho také přítelkyní a důvěrnicí jeho zákonité manželky Georgiany. Šlechtická trojice (ménage à trois) žila ve velké společné domácnosti.
Se svou první manželkou měl vévoda stejnojmenného syna Williama Cavendishe, 6. vévodu z Devonshiru, který se nikdy neoženil. Po jeho smrti přešel vévodský titul Cavendishů v souladu s anglickými zákony na vzdáleného příbuzného, a v této linii existuje až do současné doby. Jeho držitelem je významný milovník umění Peregrine Cavendish, 12. vévoda z Devonshiru (* 1944), jehož syn William (* 1969) má titul hraběte z Burlingtonu. Hrabě William má tři sestry a jako jediný syn je dědicem vévodského titulu i velkého majetku, odhadovaného v současnosti na 800 milionů liber.
Williamovy dvě manželské dcery byly Georgiana (zvaná „Malá G“) a Harriet (zvaná „Harryo“). Georgiana se později provdala za George Howarda, 6. hraběte z Carlisle. Harrietiným manželem se stal Granville Leveson-Gower, 1. hrabě Granville.
Vévodova první manželka Georgiana byla prominentní členkou vysokých společenských kruhů. Shromáždila kolem sebe velký okruh literárních a politických přátel. Její portréty vytvořili Thomas Gainsborough i Joshua Reynolds; Gainsboroughova olejomalba byla Williamem po její smrti odstraněna z reprezentativních prostor zámku a objevena mnohem později, po mnoha peripetiích. Vévodkyně Georgiana velmi trpěla nezájmem svého manžela. Později nacházela útěchu v alkoholu a hře v karty, čímž nashromáždila značné dluhy. Zemřela v roce 1806 ve věku 48 let.
S druhou manželkou Elizabeth Fosterovou se vévoda oženil v roce 1809 po smrti Georgiany, dva roky před svou vlastní smrtí (1811). Měl s ní dvě nemanželské děti, narozené dlouho před smrtí zákonité manželky Georgiany. Vévodovy manželské i nemanželské děti byly se svolením vévodkyně vychovávány společně. Elizabethin syn, Augustus Clifford, dostal právoplatně příjmení po matce. Později se stal lordem Cliffordem, admirálem britského královského námořnictva a členem Sněmovny lordů. Nemanželská dcera Caroline obdržela jiné příjmení než její bratr, a sice St Jules. Provdala se za politika George Lamba, bratra Williama, 2. vikomta Melbourna.
William Cavendish měl také s jednou ze svých prvních milenek, Charlotte Spencerovou (dcerou chudého duchovního), nemanželskou dceru Charlotte, které bylo dáno příjmení Williams. Narodila se krátce po jeho sňatku s lady Georgianou Spencer, která nebyla příbuznou této jeho milenky. Dcera Charlotte byla později vhodně provdána.

## Lázně Buxton
Vévoda z Devonshiru byl úzce spjat s blízkými lázněmi Buxton. Zisky ze svých měděných dolů využil k přeměně města na repliku lázní Bath, včetně hotelu Crescent a osmiboké sady koníren, které se později staly Devonshirským dómem.

## Galerie

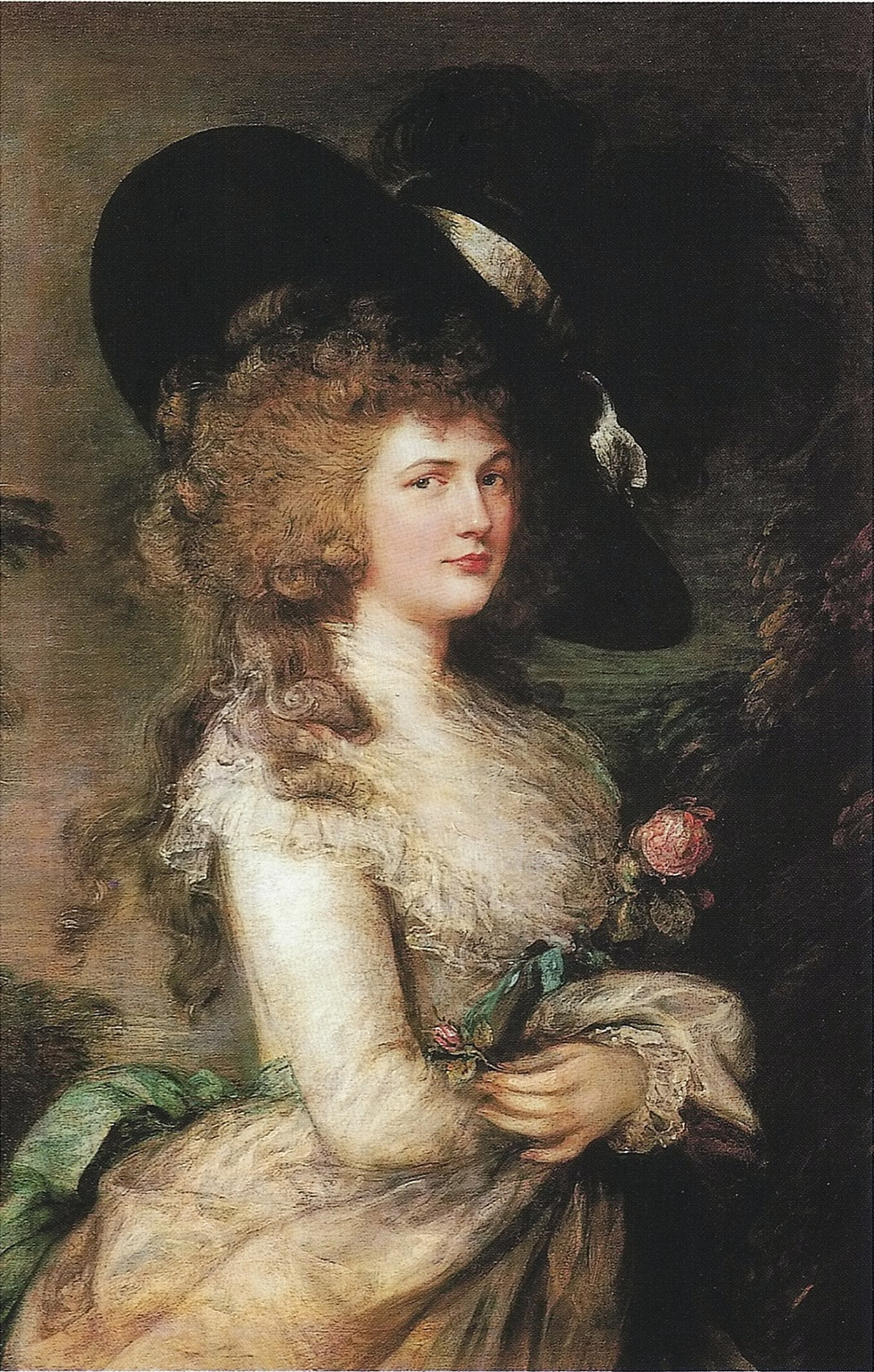
První manželka Williama Cavendishe, 5. vévody z Devonshiru, Lady Georgiana Spencer (1757–1806)
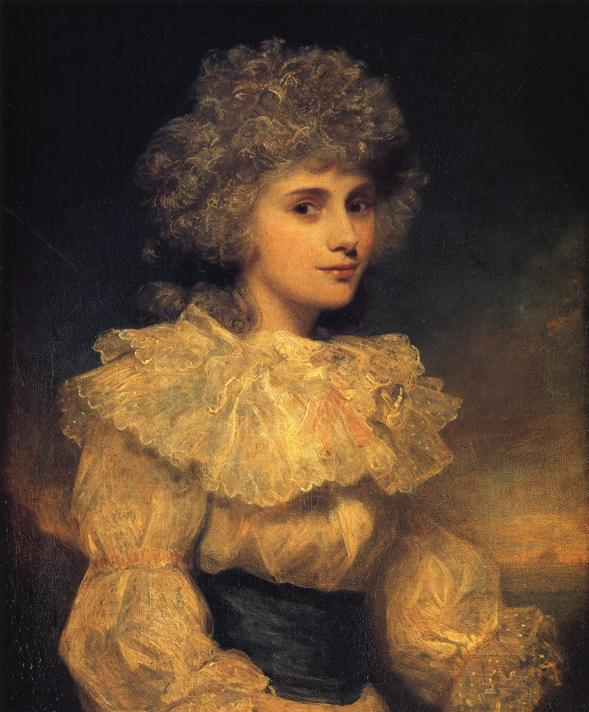
Druhá manželka vévody z Devonshiru, Lady Elizabeth Foster, zvaná Bess Foster (1758–1824)

## Vývod z předků
|                                           |                                                |  |                                    |                                      |  |  |  |  |  |  |  | William Cavendish, 1. vévoda z Devonshiru |
|                                           |                                                |  |                                    |                                      |  |  |  |  |  |  |  |                                           |
|                                           | William Cavendish, 2. vévoda z Devonshiru      |  |                                    |                                      |  |  |  |  |  |  |  |                                           |
|                                           |                                                |  |                                    |                                      |  |  |  |  |  |  |  |                                           |
|                                           |                                                |  |                                    | Mary Butler                          |  |  |  |  |  |  |  |                                           |
|                                           |                                                |  |                                    |                                      |  |  |  |  |  |  |  |                                           |
|                                           | William Cavendish, 3. vévoda z Devonshiru      |  |                                    |                                      |  |  |  |  |  |  |  |                                           |
|                                           |                                                |  |                                    |                                      |  |  |  |  |  |  |  |                                           |
|                                           |                                                |  |                                    | William Russell                      |  |  |  |  |  |  |  |                                           |
|                                           |                                                |  |                                    |                                      |  |  |  |  |  |  |  |                                           |
|                                           | Rachel Russell                                 |  |                                    |                                      |  |  |  |  |  |  |  |                                           |
|                                           |                                                |  |                                    |                                      |  |  |  |  |  |  |  |                                           |
|                                           |                                                |  |                                    | Rachel Russell                       |  |  |  |  |  |  |  |                                           |
|                                           |                                                |  |                                    |                                      |  |  |  |  |  |  |  |                                           |
|                                           | William Cavendish, 4. vévoda z Devonshiru      |  |                                    |                                      |  |  |  |  |  |  |  |                                           |
|                                           |                                                |  |                                    |                                      |  |  |  |  |  |  |  |                                           |
|                                           |                                                |  |                                    |                                      |  |  |  |  |  |  |  |                                           |
|                                           |                                                |  |                                    |                                      |  |  |  |  |  |  |  |                                           |
|                                           | John Hoskins                                   |  |                                    |                                      |  |  |  |  |  |  |  |                                           |
|                                           |                                                |  |                                    |                                      |  |  |  |  |  |  |  |                                           |
|                                           |                                                |  |                                    |                                      |  |  |  |  |  |  |  |                                           |
|                                           |                                                |  |                                    |                                      |  |  |  |  |  |  |  |                                           |
|                                           | Catherine Cavendishová, vévodkyně z Devonshiru |  |                                    |                                      |  |  |  |  |  |  |  |                                           |
|                                           |                                                |  |                                    |                                      |  |  |  |  |  |  |  |                                           |
|                                           |                                                |  |                                    | William Hale                         |  |  |  |  |  |  |  |                                           |
|                                           |                                                |  |                                    |                                      |  |  |  |  |  |  |  |                                           |
|                                           | Catherine Hale                                 |  |                                    |                                      |  |  |  |  |  |  |  |                                           |
|                                           |                                                |  |                                    |                                      |  |  |  |  |  |  |  |                                           |
|                                           |                                                |  |                                    |                                      |  |  |  |  |  |  |  |                                           |
|                                           |                                                |  |                                    |                                      |  |  |  |  |  |  |  |                                           |
| William Cavendish, 5. vévoda z Devonshiru |                                                |  |                                    |                                      |  |  |  |  |  |  |  |                                           |
|                                           |                                                |  |                                    |                                      |  |  |  |  |  |  |  |                                           |
|                                           |                                                |  | Charles Boyle, 3. vikomt Dungarvan |                                      |  |  |  |  |  |  |  |                                           |
|                                           |                                                |  |                                    |                                      |  |  |  |  |  |  |  |                                           |
|                                           | Charles Boyle, 2. hrabě z Burlingtonu          |  |                                    |                                      |  |  |  |  |  |  |  |                                           |
|                                           |                                                |  |                                    |                                      |  |  |  |  |  |  |  |                                           |
|                                           |                                                |  |                                    | Jane Seymour                         |  |  |  |  |  |  |  |                                           |
|                                           |                                                |  |                                    |                                      |  |  |  |  |  |  |  |                                           |
|                                           | Richard Boyle, 3. hrabě z Burlingtonu          |  |                                    |                                      |  |  |  |  |  |  |  |                                           |
|                                           |                                                |  |                                    |                                      |  |  |  |  |  |  |  |                                           |
|                                           |                                                |  |                                    | Henry Noel                           |  |  |  |  |  |  |  |                                           |
|                                           |                                                |  |                                    |                                      |  |  |  |  |  |  |  |                                           |
|                                           | Juliana Noel                                   |  |                                    |                                      |  |  |  |  |  |  |  |                                           |
|                                           |                                                |  |                                    |                                      |  |  |  |  |  |  |  |                                           |
|                                           |                                                |  |                                    | Elizabeth Wale                       |  |  |  |  |  |  |  |                                           |
|                                           |                                                |  |                                    |                                      |  |  |  |  |  |  |  |                                           |
|                                           | Charlotte Boyle, 6. baronka Cliffordová        |  |                                    |                                      |  |  |  |  |  |  |  |                                           |
|                                           |                                                |  |                                    |                                      |  |  |  |  |  |  |  |                                           |
|                                           |                                                |  |                                    | George Savile, 1. markýz z Halifaxu  |  |  |  |  |  |  |  |                                           |
|                                           |                                                |  |                                    |                                      |  |  |  |  |  |  |  |                                           |
|                                           | William Savile, 2. markýz z Halifaxu           |  |                                    |                                      |  |  |  |  |  |  |  |                                           |
|                                           |                                                |  |                                    |                                      |  |  |  |  |  |  |  |                                           |
|                                           |                                                |  |                                    | Dorothy Savile, vikomtesa Halifaxová |  |  |  |  |  |  |  |                                           |
|                                           |                                                |  |                                    |                                      |  |  |  |  |  |  |  |                                           |
|                                           | Dorothy Boyleová, hraběnka z Burlingtonu       |  |                                    |                                      |  |  |  |  |  |  |  |                                           |
|                                           |                                                |  |                                    |                                      |  |  |  |  |  |  |  |                                           |
|                                           |                                                |  |                                    | Daniel Finch, 2. hrabě z Nottinghamu |  |  |  |  |  |  |  |                                           |
|                                           |                                                |  |                                    |                                      |  |  |  |  |  |  |  |                                           |
|                                           | Mary Finch                                     |  |                                    |                                      |  |  |  |  |  |  |  |                                           |
|                                           |                                                |  |                                    |                                      |  |  |  |  |  |  |  |                                           |
|                                           |                                                |  |                                    | Essex Finch, hraběnka z Nottinghamu  |  |  |  |  |  |  |  |                                           |
|                                           |                                                |  |                                    |                                      |  |  |  |  |  |  |  |                                           |